# 조너선 스위프트
조너선 스위프트(Jonathan Swift, 1667년 11월 30일 ~ 1745년 10월 19일)는 영국계 아일랜드 소설가이자 성공회 성직자다. 정치와 문학에 관심 두었고, 졸업 후 정치 활동과 문필 생활을 시작하였다. 1704년 이후 정계에서 활약하였으며, 같은 해 익명으로 풍자 작품 2편을 발표하여 작가 위치도 확보하였다. 1713년 성직자에 임명되었으나 곧 은퇴하였다. 조너선은 인간이나 사회를 날카롭게 비판하였는데, 그 근거로 《걸리버 여행기》는 가장 뛰어난 풍자 소설이라 일컫는다. 1992년 문학수첩에서 걸리버 여행기를 한국어로 옮겨서 펴냈다.

## 생애
1667년, 아일랜드의 더블린에서 영국계 부모 유복자로 태어났다. 태어나기도 전에 아버지가 돌아가시는 바람에 삼촌 손에 자랐다.
더블린 킬케니 스쿨과 트리니티 칼리지를 나온 후, 제임스 2세 왕위 양위와 그에 따른 아일랜드 침공으로 말미암아 잉글랜드로 이주하였다. 유명한 정치가 윌리엄 템플(Sir William Temple, 1st Baronet) 경 비서로 일하며 영국 정치계에서 자리 잡기 위해 노력했다. 갑작스러운 템플 경 죽음으로 정치 야망은 꺾였으나, 발표한 글이 유명세를 타면서 스위프트는 당시 정권을 잡고 있던 토리당을 대표하는 정치 평론가로 활동하게 되었다.
하지만 곧 그의 신랄하고 비판적인 글을 두려워한 정치가들 견제를 받게 되었고, 반대편인 휘그당 세력이 커지자 아일랜드로 낙향해 더블린의 성 패트릭 성당 사제장으로 일했다. 이곳에서 스위프트는 '식민지 아일랜드의 기아와 가난이 점령국인 영국의탓이라고 비난하며, 아일랜드 스스로 운명을 개척하기 위해 노력해야 한다'라는 내용의 글을 써 아일랜드의 애국자 칭호를 받았다. 노년에는 정신장애로 고생하기도 했으며, 1745년 사후 성 패트릭 성당에 묻혔다.

## 같이 보기
- 새뮤얼 존슨
- 윌리엄 메이크피스 새커리

## 참고 자료
- 이 문서에는 다음커뮤니케이션(현 카카오)에서 GFDL 또는 CC-SA 라이선스로 배포한 글로벌 세계대백과사전의 내용을 기초로 작성된 글이 포함되어 있습니다.